# Arendscarree

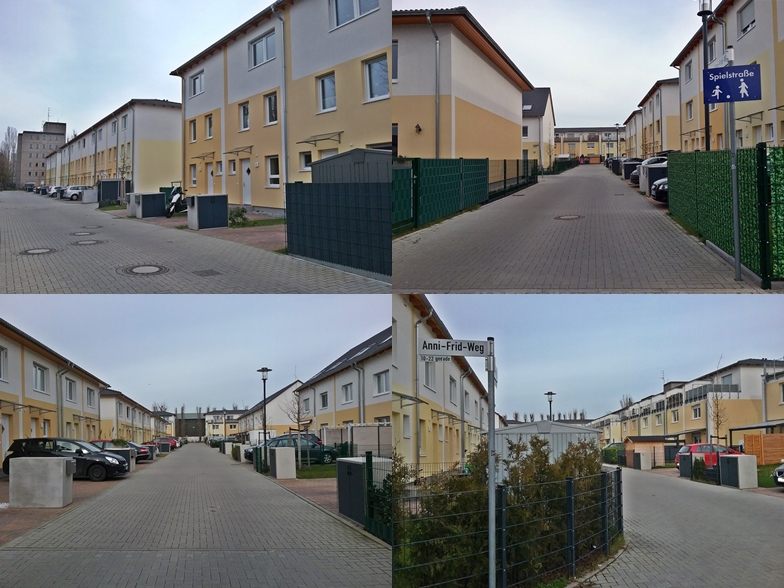
1. Agnethaweg (oben links)
2. Anni-Frid-Weg (oben rechts)
3. Bennyweg (unten links)
4. Anni-Frid-Weg/Björnweg (unten rechts)

Das Arendscarree ist ein Wohnquartier im Berliner Ortsteil Alt-Hohenschönhausen des Bezirks Lichtenberg. Die Straßen sind nach der schwedischen Band ABBA benannt.

## Geschichte
Das Arendscarree entstand nach einem ganzheitlichen städtebaulichen Konzept vom Projektentwickler Bonava zwischen Oktober 2016 und Mitte 2018 auf einem ca. 17.700 m² großen Areal am Arendsweg 74. Es entstanden 92 Reihenhäuser, die aus sechs verschiedenen Reihenhaustypen mit unterschiedlichsten Wohnungsgrundrissen zwischen 80 und 140 m² bestehen. Neben den Reihenhäusern wurde erstmals eine kleinere Variante gebaut, deren Grundriss 80 m² beträgt. Die Grundstücksgrößen inklusive Gartenanteil und PKW-Stellplatz variieren zwischen 113 und 262 m². Alle Reihenhäuser sind mit einem intelligenten Smart-Home-System ausgestattet, werden über Fernwärme beheizt und entsprechen dem förderfähigen KfW-55-Energieeffizenzstandard. Außerdem gehören zur Hausausstattung der besonders flächeneffizienten Häuser die Anschlüsse für einen Treppenlift, ein zweites Bad und zusätzliche Stauraum-Lösungen. Mitten im Wohnquartier ist eine Grünanlage integriert. Im Jahr 2017 feierte man das Richtfest und im selben Jahr zogen die ersten Mieter in die neuen Wohnungen ein.